# José Gabriel Castro
José Gabriel Castro es considerado uno de los principales partícipes de la revolución del 16 de julio en La Paz.

## Biografía
José Gabriel Antonio Castro nació en Galicia. Su padre era el sargento mayor José Castro y María Manríquez. 
Contrajo matrimonio con Juliana Miranda Rojas en 1789, y tuvo tres hijos: Juana (1790), Melchor (1791) y María (1794). Castro estuvo en la marina hasta que pasó a La Paz el 10 de junio de 1809, donde pronto lo alcanzaron los sucesos del 16 de julio a los que adhirió con decisión. Dada su experiencia, fue en un primer momento nombrado capitán y luego ayudante de brigada de la Artillería. 

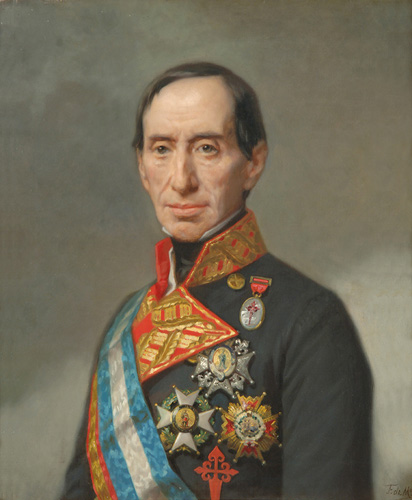
José Manuel de Goyeneche.

El virrey de Perú José Fernando de Abascal ordenó la represión del movimiento y encomendó al brigadier José Manuel de Goyeneche el operativo, que a todos los efectos implicaba la invasión de otra jurisdicción, en tanto el Alto Perú era parte del Virreinato del Río de la Plata. Goyeneche, quien era uno de los principales responsables de los acontecimientos del 25 de mayo en Chuquisaca que habían actuado como disparador de los de La Paz, inició la concentración de sus tropas en el río Desaguadero, límite de ambos virreinatos.
Ante la amenaza, el 12 de septiembre el Cabildo de La Paz resolvió a instancias de los patriotas Castro, Landaeta, Cossio, Arias, y Ordóñez declarar la guerra a la provincia de Puno y ordenar al sargento mayor Juan Bautista Sagárnaga avanzar hacia el Desaguadero. El 24 de septiembre partió la expedición mientras que en la ciudad permanecieron solo diez compañías, quedando José Gabriel Castro como uno de los principales comandantes. 
Iniciada la represión, al aproximarse las fuerzas del Virreinato de Lima al mando de José Manuel de Goyeneche, la Junta Tuitiva se disolvió haciéndose cargo su presidente Pedro Domingo Murillo del mando político y militar. Murillo contaba solo con unos mil hombres y para evitar deserciones se situó con el grueso a las afueras, en la localidad de Chacaltaya en los altos de La Paz, dejando a Pedro Indaburu con una compañía en la ciudad. El 18 de octubre, Indaburu, puesto de acuerdo con un emisario de Goyeneche, traicionó el movimiento. Detuvo a los dirigentes revolucionarios que permanecían en la ciudad, entre ellos a los patriotas Jiménez, Medina, Orrantia, Cossio, Rodríguez, Iriarte y Zegarra, y al día siguiente alcanzó a ejecutar a Pedro Rodríguez, condenado por un consejo compuesto por el alcalde Diez de Medina, el edecán de Goyeneche Miguel Carrazas, Indaburo y el asesor Baltasar Aquiza.
Castro recibió las noticias de la traición por José Manuel Bravo y tras reunir rápidamente una fuerza de 250 hombres, descendió sobre la ciudad, atacó la trinchera de la calle del Comercio donde se concentraba la resistenciay dio muerte a Indaburo. 
El 25 de octubre, las fuerzas de Pedro Murillo fueron finalmente derrotadas en los Altos de Chacaltaya, en la batalla de Chacaltaya, por las tropas de José Manuel de Goyeneche. 
Castro, Victorio García Lanza, Mariano Graneros y Sagárnaga, entre otros patriotas, se retiraron con algunas fuerzas sobrevivientes a las Yungas. Castro se hizo fuerte en Coroico, Sagárnaga en Pacollo, y Lanza en Chulumani. Goyeneche envió tras ellos el 30 de octubre a su primo el coronel Domingo Tristán con una fuerza de 550 hombres que convergieron sobre Irupana (16°28′0″S 67°28′0″O / -16.46667, -67.46667) y el 14 de noviembre otra de 300 hombres al mando de Narciso Basagoitia a la vecina Chulumani.
El 11 de noviembre, Tristán atacó con la cooperación de La Santa, el depuesto obispo de la Paz, que incluso convirtió en soldados a algunos curas, y venció a los patriotas en el Combate de Chicaloma.
Castro y Lanza abandonaron el campo de batalla dirigiéndose a Chulumani, y de allí pasaron a Laza rumbo a Brasil perseguidos por partidas indias aliadas a las fuerzas de Goyeneche. Fueron alcanzados cerca del río Wiri y degollados el mediodía del 16 de noviembre. 
Tristán envió a Goyeneche las cabezas de Victorio Lanza y Gabriel Castro. La cabeza de Castro fue clavada en el pilar del Alto de Lima.